# Lambdina flagitiaria
Lambdina flagitiaria là một loài bướm đêm trong họ Geometridae.